# Échourgnac
Echourgnac – miejscowość i gmina we Francji, w regionie Nowa Akwitania, w departamencie Dordogne.
Według danych na rok 1990 gminę zamieszkiwało 411 osób, a gęstość zaludnienia wynosiła 12 osób/km² (wśród 2290 gmin Akwitanii Echourgnac plasuje się na 781. miejscu pod względem liczby ludności, natomiast pod względem powierzchni na miejscu 232.).